# 송도 센트럴파크
송도 센트럴파크(Songdo Central Park, 松島 中央公園)는 대한민국 인천광역시 연수구 송도국제도시 국제업무지구에 위치한 대형 공원이며, 송도 중앙공원으로도 불린다. 인천 도시철도 1호선 센트럴파크역 인근에 자리잡고 있으며 송도국제도시의 일부분인 송도 국제업무지구의 중앙에 위치해 있다. 규모는 411,324m², 약 14만평이다. 이는 축구장 면적 56배 크기이며 여의도 공원의 2배 규모다. 하지만 송도 국제도시에 조성된 공원중 가장 큰 규모의 공원은 아니다.

## 조성 취지
송도 국제업무단지 개발을 총괄하는 본래 뉴욕 출신인 게일 인터내셔널 사의 스탠 게일 회장이 뉴욕의 센트럴파크처럼 도심속의 영원한 대형 녹지를 송도 국제 업무 단지에도 조성하자는 취지로부터 송도 센트럴파크가 가시화되었다.
설계는 송도의 포스코타워-송도를 비롯해 뉴욕 프리덤타워와 상하이의 상하이타워 등 세계 유수 랜드마크를 설계했던 KPF사에서 맡았다.

## 특이점
대한민국 최초의 바닷물이 흐르는 공원이다. 공원내에 바닷물을 실시간 정화해서 1급수 상태의 해수를 끌어들인다. 이 엄청난 용량의 해수는 공원 중앙 폭 30m~100m 규모의 수로에 흐르게 되며 센트럴파크 중앙을 가로지르는데 담수량은 9만톤에 달하면서 수로의 길이는 1.8km에 달해 강이라고 불러도 어색하지 않을 크기다.
센트럴파크에서 4km거리에 떨어진 해수처리장에서 바닷물을 취수해 필터 및 자외선 살균 등 3단계의 정화 과정을 거쳐서 공원 수로에 공급하는데 덕분에 이 해수로의 수질은 항시 1급수를 유지하고 있다. 숭어와 우럭, 꽃게, 망둥어 등 여러 바다 생물들이 살고 있기도 하다.
또 설계 과정에 있어서 이 공원은 한국적 특징을 담기로 했는데 바로 한국의 동고서저 지형 특징을 재구현한 것과 한반도 남단 다도해를 표현한 수로위의 섬들이 그 예다. 실제로 공원의 동북부에 인접할수록 높은 구릉들과 수풀이 우거진 언덕 산책길들이 조성되어 있으며 수로 중앙부에는 다양한 섬들이 갖춰져 있다.
공원 동쪽 동북아트레이드타워 방향에 위치한 이스트보트하우스에서는 카누와 카약, 전기 보트, 파티 보트, SUP보트를 이용할 수 있다.
공원 서쪽 인천 아트센터 방향에 위치한 웨스트보트하우스에서는 이스트보트하우스를 거쳐 다시 웨스트보트하우스로 복귀하는 수상택시를 이용할 수 있다.
아시아 최초의 국제기구 본사 유치로 화제된 녹색기후기금(GCF) 본사가 위치한 G타워 역시 센트럴파크 내부에 위치해 있다.

## 이용 시설

### 수상 택시
공원을 가로지르는 편도 1.8km 길이의 수로에는 8.5톤급 12인승 2척과 17톤급 32인승 1척의 수상택시가 왕복 2km 정도를 운행한다. 수상택시를 타고 공원 풍경을 관람하게 되는데 약 20분이 소요된다.. 따라서 현재는 웨스트보트하우스에서 토끼섬을 기준으로 회전하여 웨스트보트하우스로 다시 돌아간다.

### 주차장
지하 1층, 지상 4층 규모로 2,715대의 차량을 주차 할 수 있다.
실제로 주차 가능한 공간은 1층(B2층)이다.
B1(B3) | SK하이닉스렌터카 전용주차장1
```
1(B2) | 관리사무소, 송도 센트럴파크 주차장 | (B1)주차장(출입금지)
2(1) | SK하이닉스렌터카 전용주차장2
3 | 옥상공원(송도 센트럴파크 1층으로 내려가는 계단/경사 있음.)
4 | 옥상공원2(3층과 연결되어있다. 즉 옥상공원은 4층에서 3층으로 경사지게 만들어졌음.)
```

주차장에서 옥상공원으로 갈 때 엘리베이터(4대 + 2대)는 전면 운행중지 + 출입불가구역에 있기때문에 주차장 출구방향에 있는 계단3(가명)으로 가야지만 옥상정원으로 갈 수 있다. 

### 송도 한옥마을
2015년 개장한 송도 한옥 마을은 한옥 호텔, 한옥 식당, 문화 체험 시설, 컨벤션 및 행사, 기념품 판매 시설등으로 이뤄지게 되며 약 3년간의 조성 공사를 끝으로 2015년 5월에 본격 개장하였다.

### 산책 정원
전체적으로 한국의 동고서저 지형을 재현한 센트럴파크의 특징상 동북부쪽은 높은 구릉과 언덕등으로 구성되어 있는 산책 정원이 조성되어 있는데 이곳에는 메타세콰이어길과 수목이 우거진 산책로 조성되어 있다.

### 테라스 정원
이름에서 느낄 수 있듯 보다 높은 고도의 중정 역할을 하면서 센트럴파크의 전체적 조망이 가능해 공원의 구성을 한눈에 느낄 수 있다.

### 사슴 농장
꽃사슴들을 보호하고 있는 농장이다. 산책 정원 인근에 위치해 있다.

## 취소 및 용도변경

### 토끼섬
센트럴파크 중앙의 해수로에 위치한 여러개의 인공 섬 중 토끼들이 살고 있는 섬인데 도보하며 보기엔 다소 먼거리라 보트하우스에서 보트나 카약등을 이용해 수로에서 접근하면 토끼들을 가까이서 볼 수 있다. 한정된 공간임에도 매년 토끼들의 개체수가 늘고 있어서 관리측에서 곤란을 겪고 있다.

### 초지원
초지원은 본래 잔디와 수목이 조성되어 있는 녹지였으나 현재는 한옥마을 조성 부지에 해당되어서 녹지가 사라진 상태다.

## 갤러리

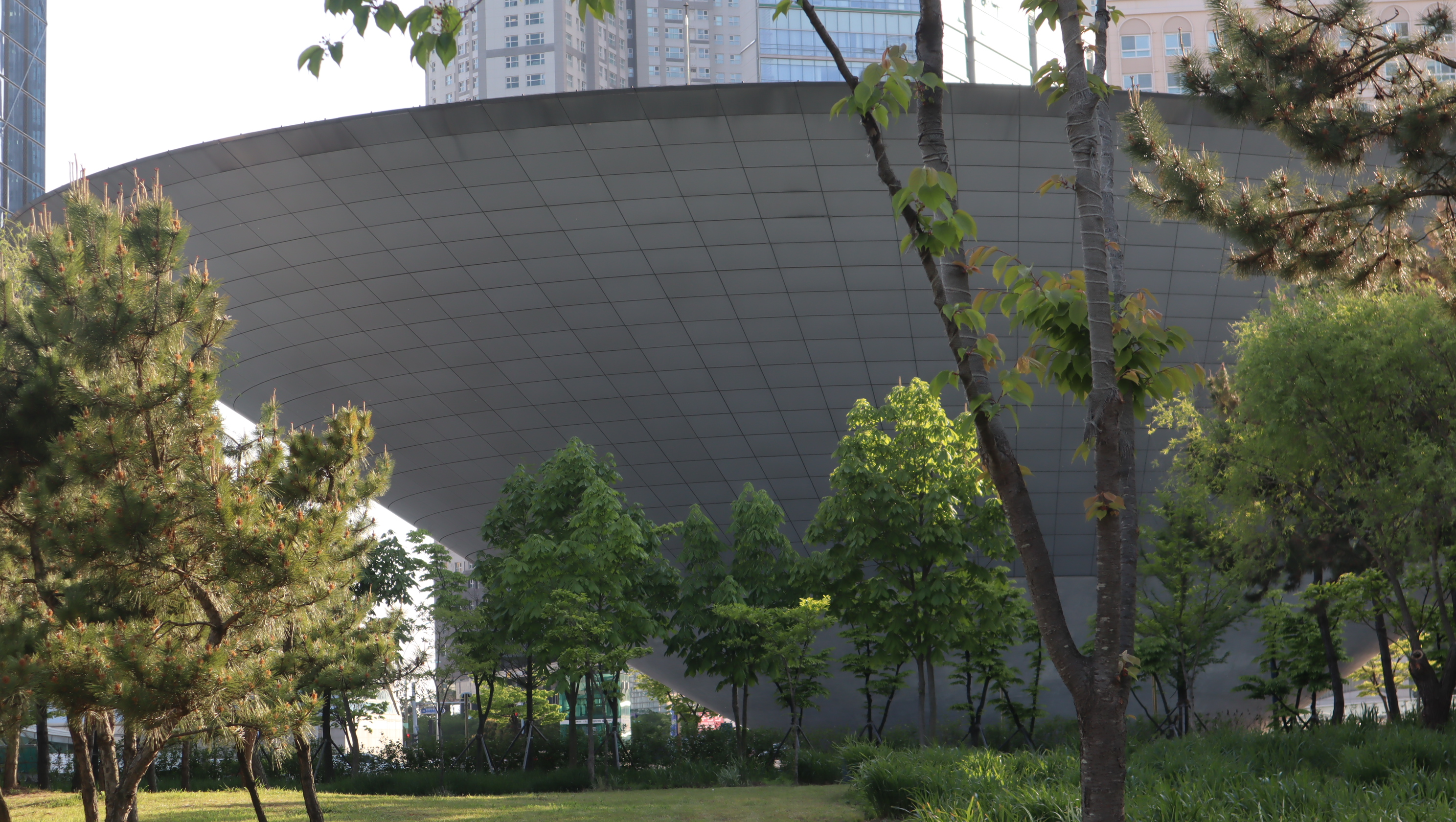
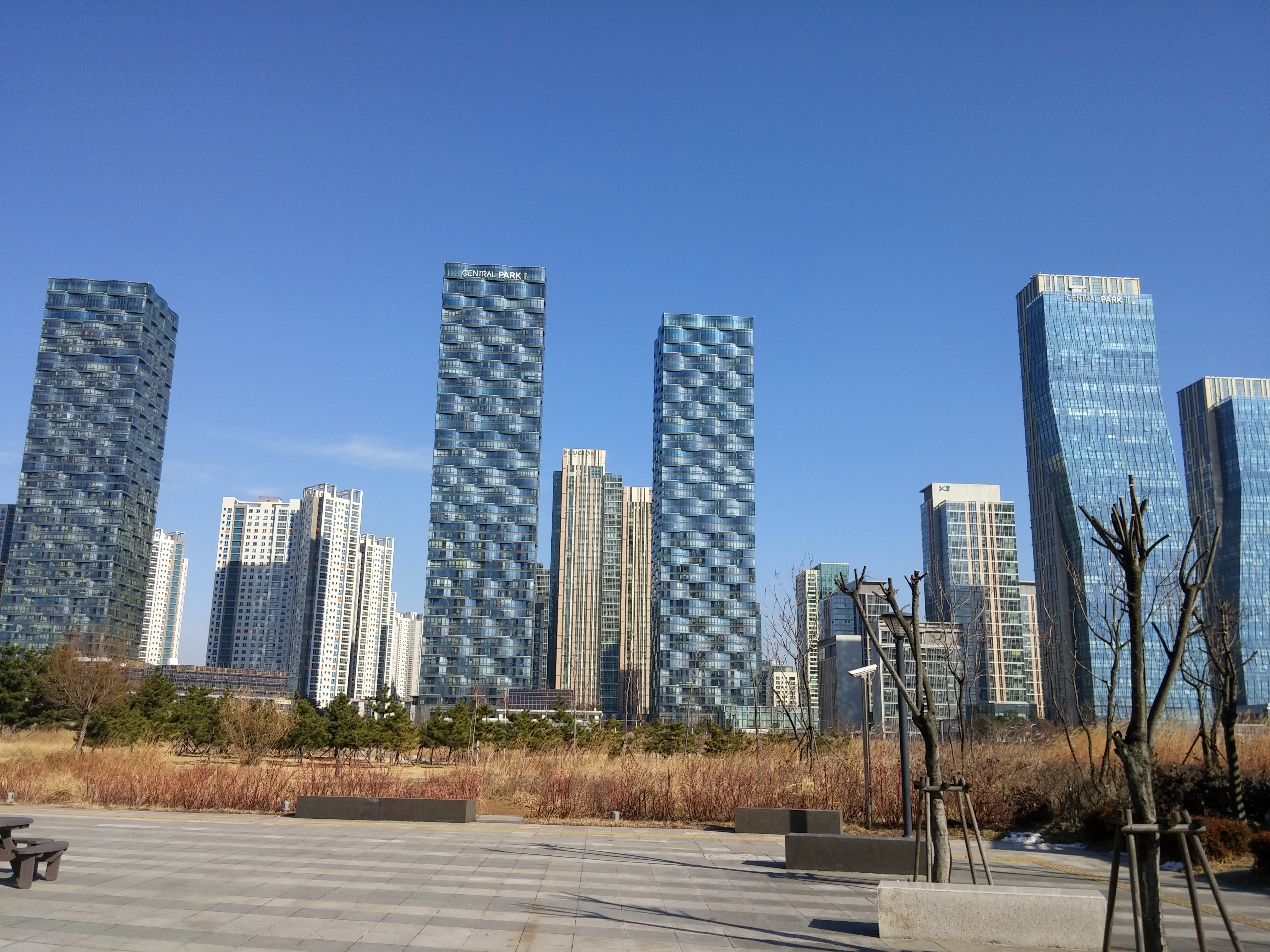
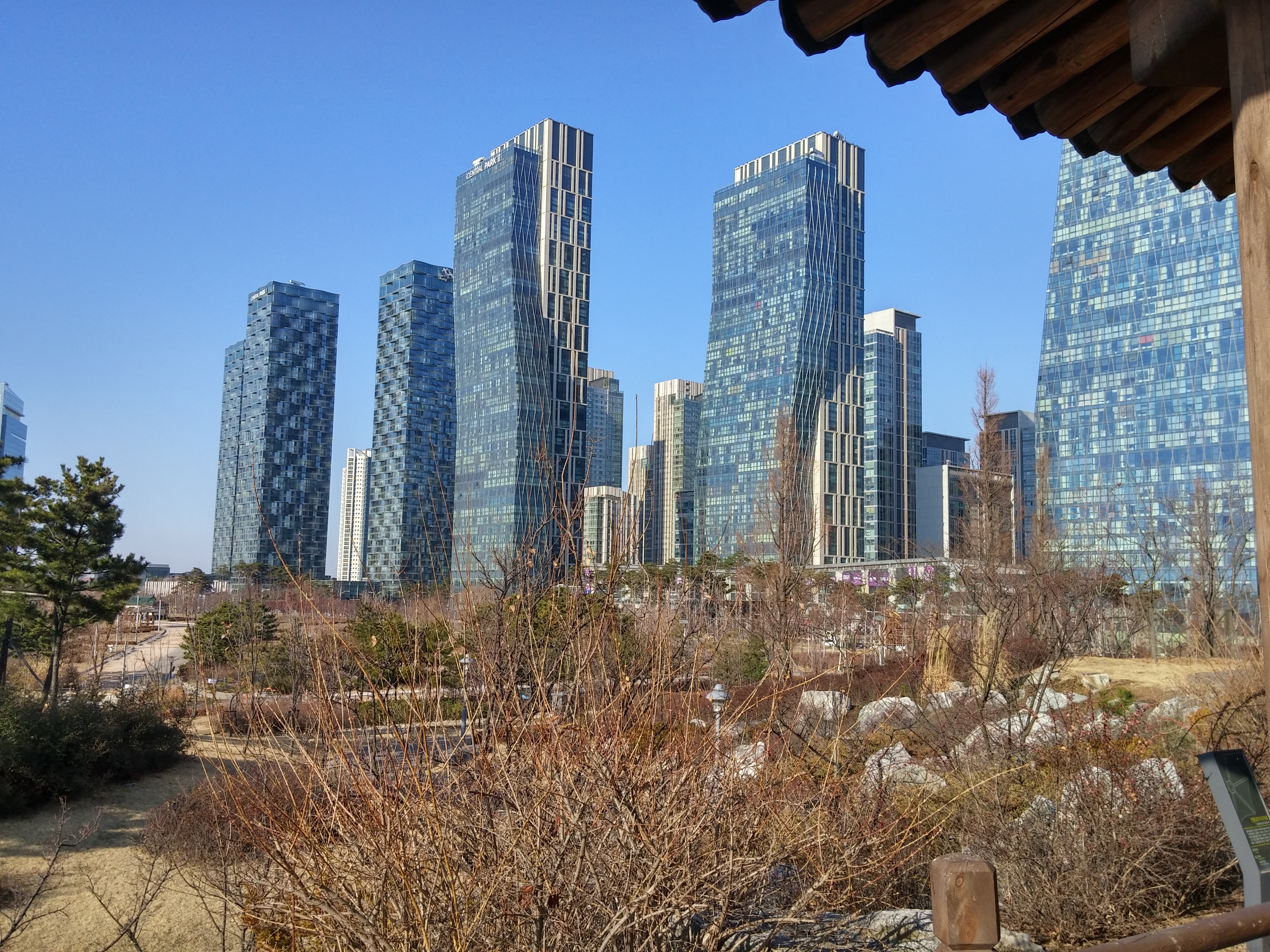
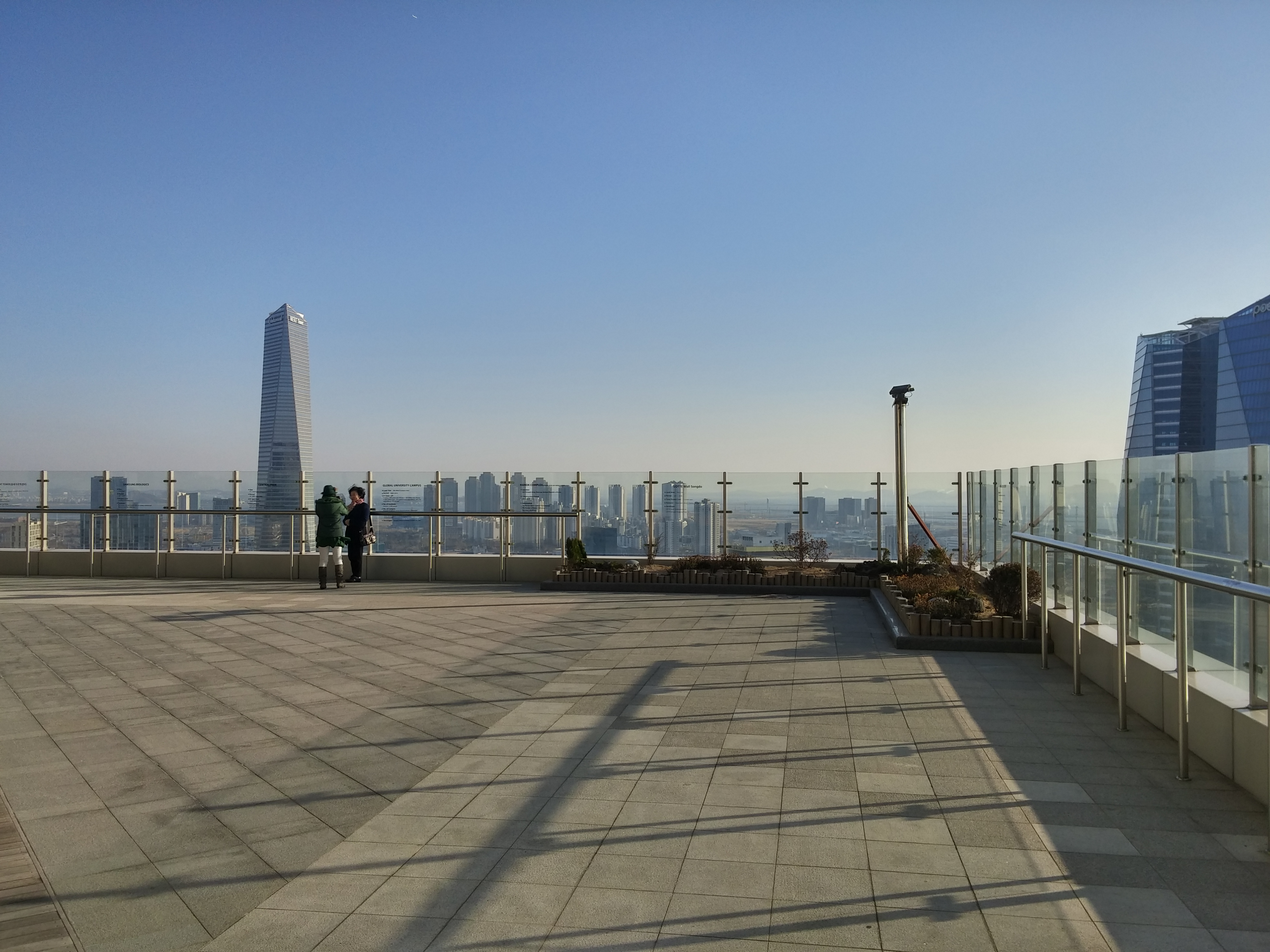
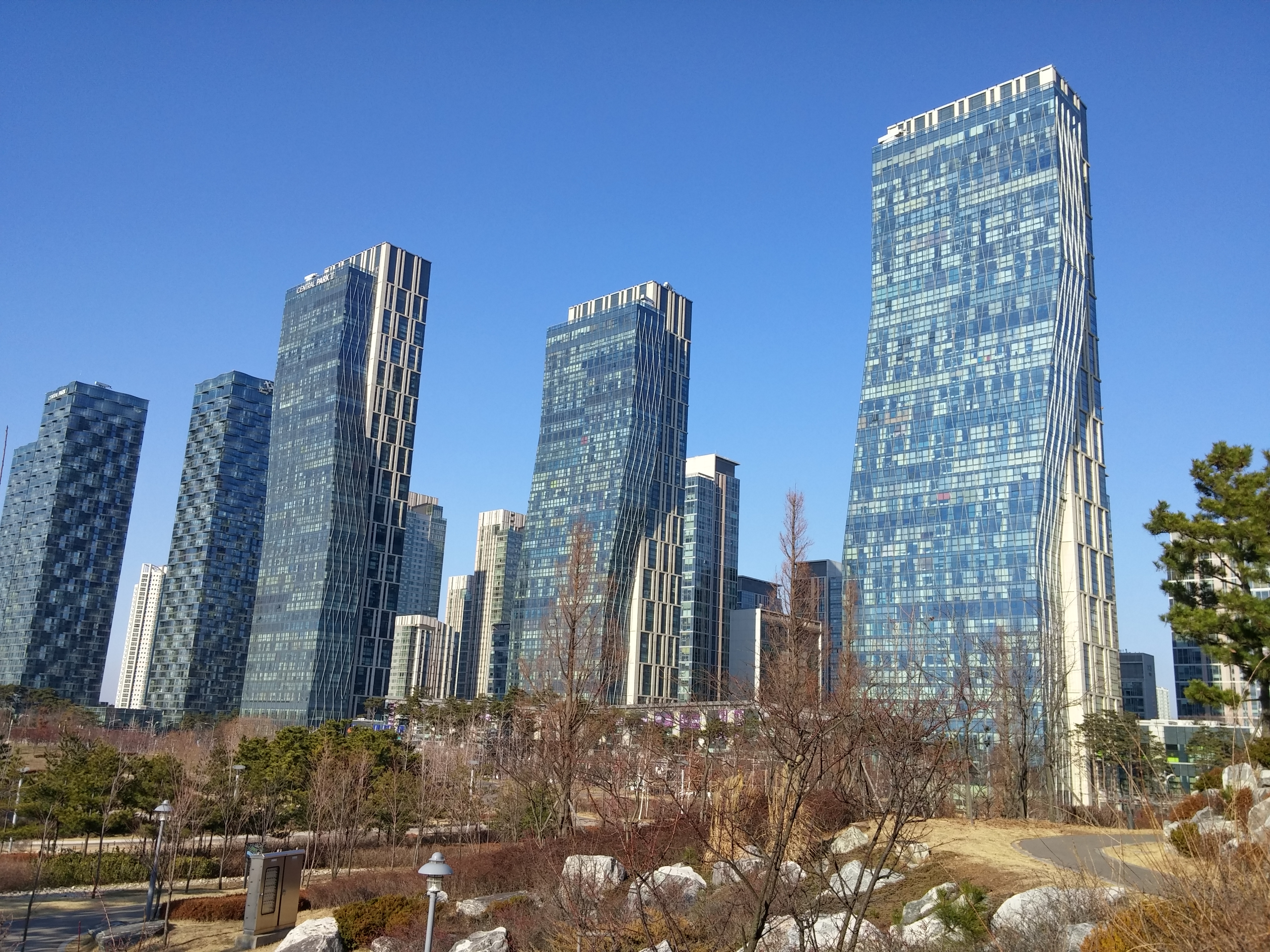
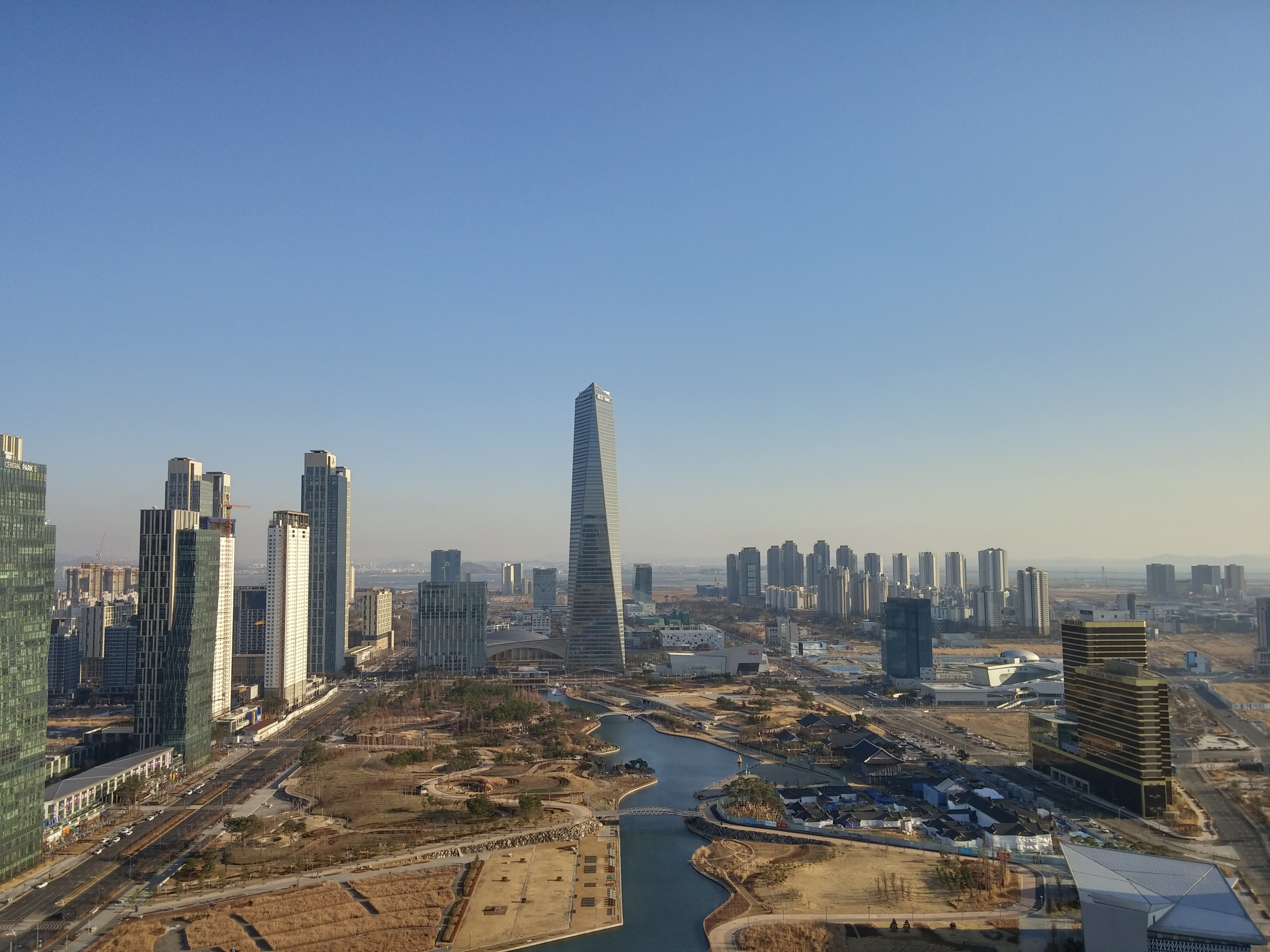
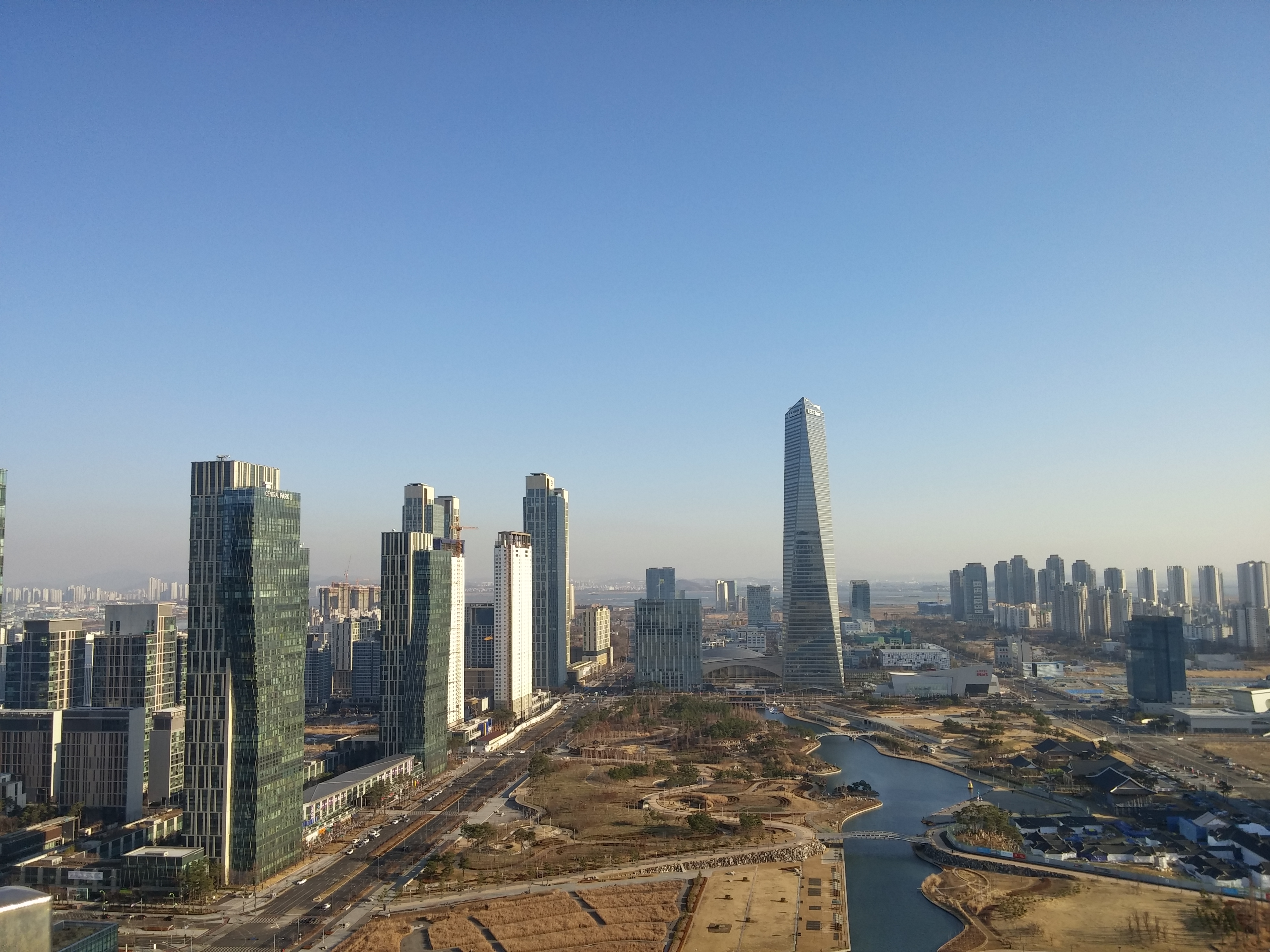
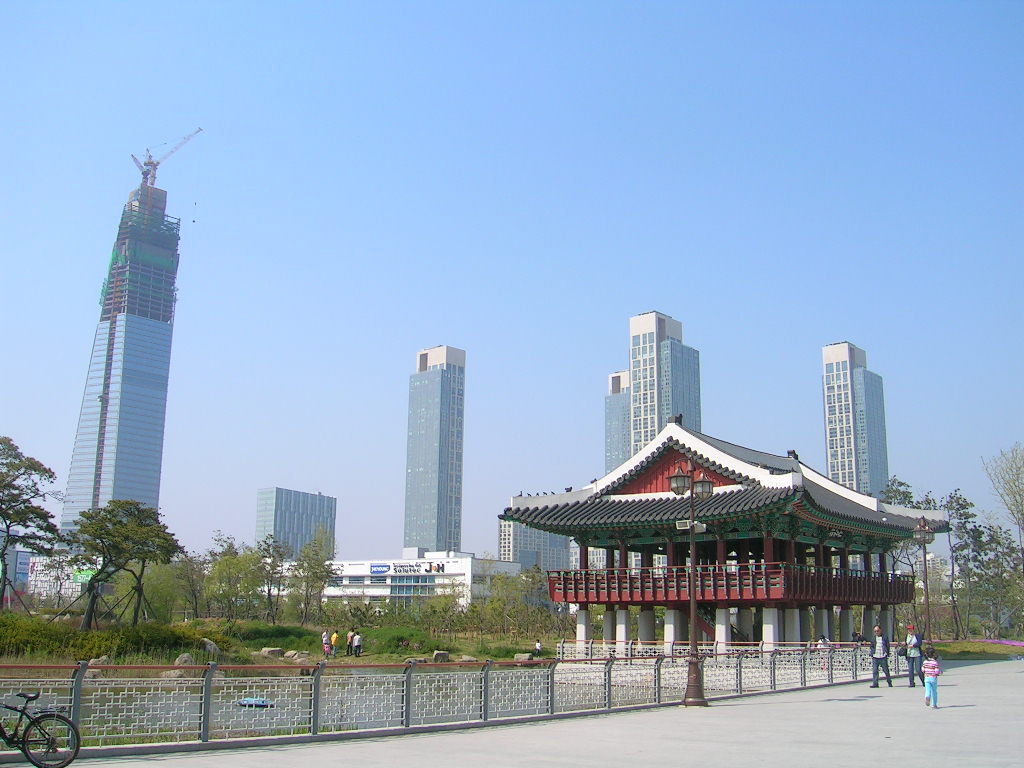
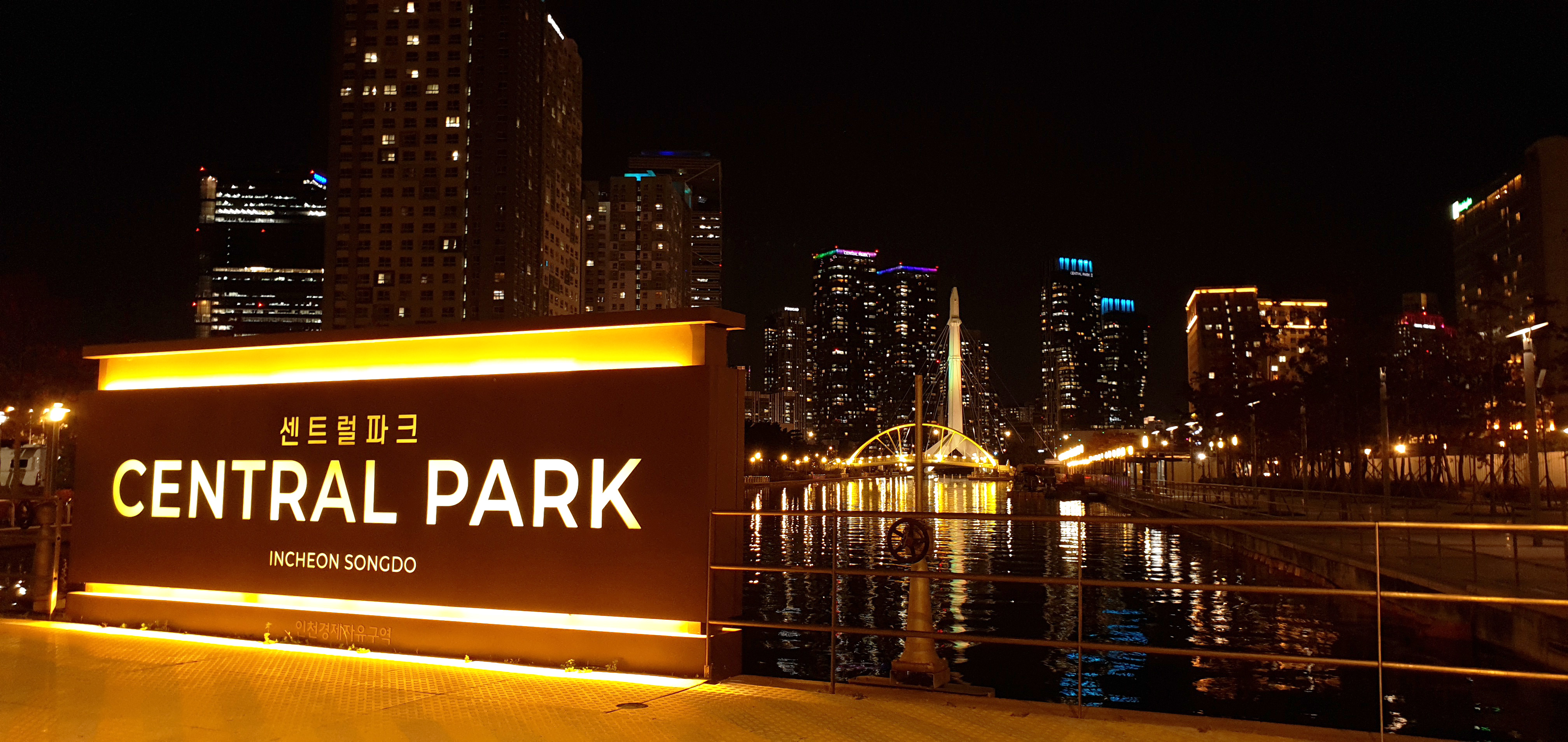

## 인근 주요 시설
- G타워
- 국립세계문자박물관
- 포스코타워-송도
- 포스코E&C타워
- 오라카이 송도파크 호텔
- 쉐라톤 그랜드 인천 호텔
- 오크우드 프리미어 인천 호텔
- 브릿지호텔 인천 송도
- 송도 센트럴파크 호텔
- 송도 더샵 퍼스트월드 1~2차
- 경원재앰배서더인천(호텔)
- 송도 한옥마을
- 송도 IBS타워
- 홀리데이인 인천송도
- 트라이볼
- 인천도시역사관